# El canastillo de fresas
El canastillo de fresas es la zarzuela póstuma del compositor Jacinto Guerrero. Se estrenó en 1951 en el Teatro Albéniz.

## Personajes
- Mari Cruz (hermana del mayordomo)
- Clara (enamorada de Andrés)
- Bautista (enamorado de Mari Cruz)
- Andrés (protegido de la condesa)
- La condesa (madre de Bautista)
- Don Gregorio (amigo de la condesa)
- Elena (hija de Gregorio)
- Candelas (hija de la condesa)
- Tinoco (mayordomo)

## Argumento
Andrés es el protegido de una condesa, que ha pagado sus estudios. Él tiene pensado casarse con Clara, su novia, pero un día la condesa le encomienda una amarga misión: casarse con Mari Cruz, una chica a la que el hijo de la condesa ha dejado embarazada, para así evitar el escándalo. Andrés le debe muchos favores a la condesa y se ve entre la espada y la pared, pero al final Bautista, el hijo de la aristócrata, decide casarse con Mari Cruz y reconocer a su hijo.